# 뉴스와 음악 사이
뉴스와 음악 사이는 MBC경남 표준FM(창원 표준FM 98.9MHz, 창원시 마산회원구 내서읍 삼계리 표준FM 96.7MHz, 진주 표준FM 91.1MHz, 거창 표준FM 93.5MHz)에서 평일 저녁 6시 10분부터 7시까지 방송했던 경남 전지역의 퇴근길 라디오 시사교양, 음악 프로그램이다. 2023년 4월 28일 자로 4개월만에 폐지되었다.

## 프로그램 소개
- 뉴스와 음악 사이, < 뉴음사 >

## 진행자
- 백근곤 아나운서

## 코너

### 매일 코너
- 나의 노래 : 나의 하루를 위로해주는 '나만의 노래'를 함께 공유
- 미리 듣는 뉴스데스크 : 뉴스데스크 앵커가 직접 스포일러 하는 오늘의 뉴스 / 나의 취재 일지 [보도국 기자 참여(금요일)]
- 나의 저녁길 : 나의 저녁길을 근사하게 장식해주는 노래를 함께 듣고 공감하는 시간

## 요일별 프로그램 소개
- (월) 스포츠 라이트(윤동현 아나운서)
- (화) 줄을 서시오(한의사, 정신과 전문의 등 의사와 함께하는 의료상담)
- (수) 정당승부(여야 정치인과 함께 정치 토론)/경제야 놀자(재테크 정보 제공)
- (목) 어쩌다 인터뷰(우리지역 이슈를 살펴보는 시간)
- (금) 인물 초대석(우리지역 화제의 인물 인터뷰)

## 같이 보기
- MBC경남
- MBC경남 표준FM
- 신장식의 뉴스 하이킥